# ステファン・タルニエ
ステファン・タルニエ（フランス語:Stéphane Tarnier、1828年4月29日 - 1897年11月23日）は、フランスの産科医。19世紀末のフランス産科医学を主導した人物であり、出産時の女性と新生児の衛生管理の先駆者と呼ばれ、新生児の衛生状態を向上させることで母子の生存率を大幅に向上させ、当時の妊婦の死亡率を9%から0.3%にまで減らした業績がある。
初期の保育器を開発したことや、自分の名前を冠した鉗子を発明したことでも知られる。

## 経歴

### 若年期
父親はディジョン近郊のアーク・シュル・ティルで診療を行っていた医官、エチエンヌ・タルニエ（1796 - 1866）で、母はジャンヌ・タルニエ(1807 - 1888) 。
1846年に文学、1847年に物理学でバカロレアを取得。彼はディジョンの医学学校（20世紀にブルゴーニュ大学に統合された）に入学した 。
1848年にはパリで医学の勉強を続けた。1850年には学生として受け入れられ、1853年のインターンシップではレオン・ル・フォールを抑えて2位となった。 1857年に博士号を取得。

### キャリア
1860年に産婦人科分野の外科医の資格を取得。お産の講義を開き、時には教授と交代することもあるほどだった。1864年から1868年までは、助産師の学生を対象とした出産講座を担当していた。1867年には、産科病院の外科医長に就任。
1870年の戦争中、彼はパリの包囲中に軍の救急車を担当していた。
1884年、シャルル・パジョ（1816 - 1896）の後任として、パリの医学部の産婦人科の教授に就任した。
1889年、産婦人科病院の初代医院長を務め、1897年に亡くなるとピエール・ブダン（1846 - 1907）が後任を務めた。
ステファン・タルニエは生涯独身だったため「ステファン・ル・マル・アーメ」という愛称で親しまれた。弟子の中にはピエール・ブダンやアドルフ・ピナール（1844 - 1934）などがいた。

## 著作
彼の著作は主に新生児の衛生、新生児の衛生、および産科手術に関するものである。

### 産褥熱
19世紀に大流行した産褥熱で1860年代にはパリの病院で出産した女性の12人に1人が死亡していたのに対し、タルニエがいたパリ医大病院では178人に1人の死亡に抑えられていた。
タルニエは、1857年に発表した論文と1858年に発表した著書の中で、産褥熱は敗血症を伴う伝染病であり、空気中、つまり肺を介して感染すると考えていた。

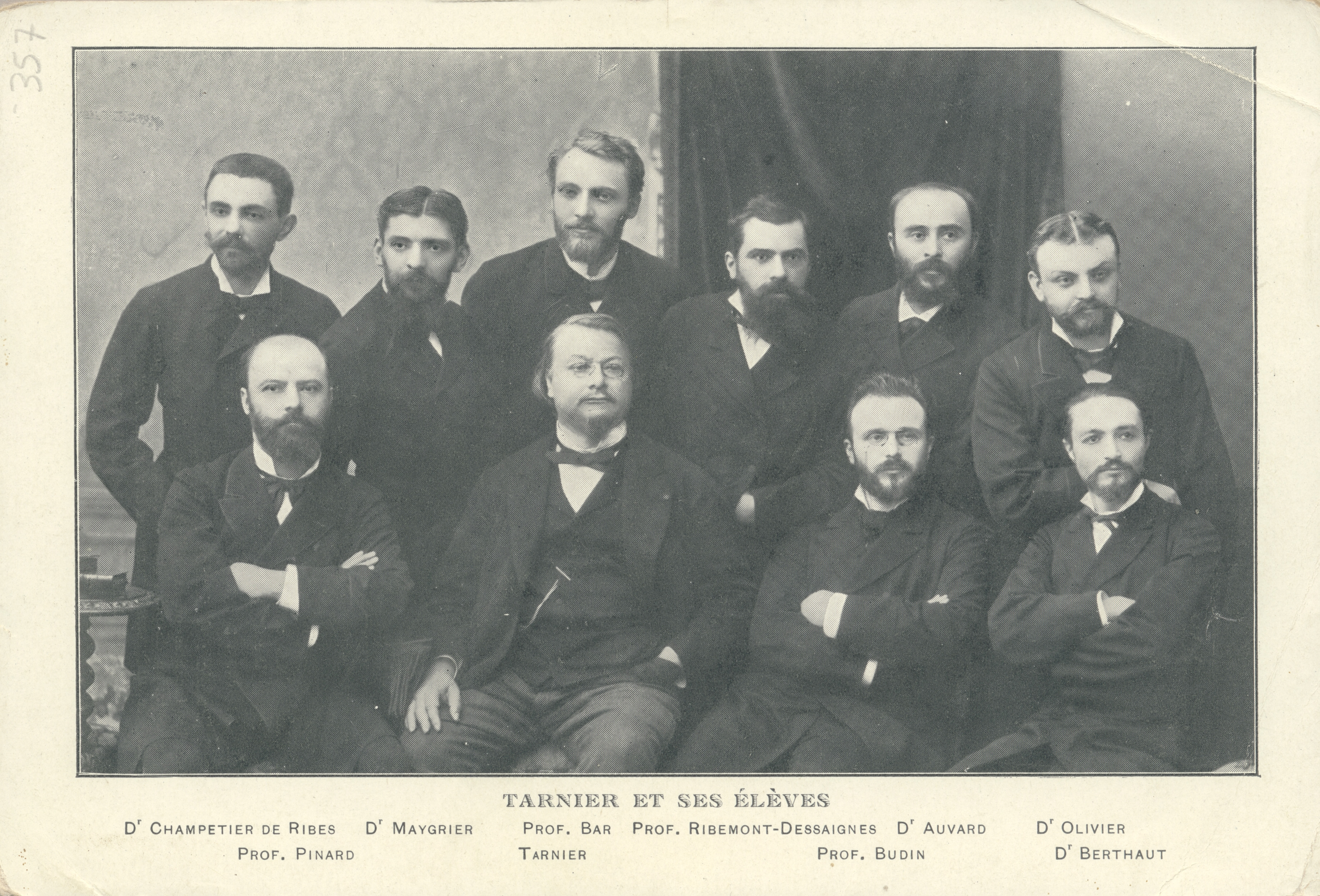
タルニエと彼の学生、日付は不明。

この論文は、センメルヴェイス・イグナーツ（1818 - 1865）の論文と比較すると偽物である。この論文を当時のタルニエが認識していたかどうかは定かではない。センメルヴェイスは、汚れた手を介して直接接触することで伝染することを明らかにして「手洗い」という最初の対策を提案した。
医学の世界では、間違った考えから出発して良い結果が得られることがある。空気感染を防ぐために、タルニエは感染した母親と健康な母親を別々の専門スタッフがいる隔離された病棟に入れることを提案した。この対策は1870年以降にしか適用されなかったが、無菌操作を行わなくても、出産する女性の病院での死亡率が9％から2％に減少した。
ルイ・パスツール(1822 - 1895)の発見やジョゼフ・リスター(1827 - 1912)の無菌療法を受けて、ポール・バール(1853 - 1945)やジャック・アメデ・ドレリス(1852 - 1938)などの弟子たちに実践を勧めた。医学細菌学は、タルニエの指導の下、産科学講座の教育の一環として行われており、タルニエの講座には研究室が設けられ、ドレリスは1881年から1883年まで初のプレパラート（実験室の技術者）として活躍した。
1880年には弟子のドレリスが、出産する女性の外性器に殺菌液に浸した布を使用する論文を発表して、死亡率は2％から0.3％へとさらに低下した。タルニエはその後塩化水銀、ヨウ化水銀などの水銀化合物の膣内注射や子宮内注入を行った。
1890年、彼は自分の研究を『L'Antiseptie en Obstétrique』という堂々とした著作にまとめた。批判の声はますます高まり、危険なものとなっていった。タルニエは「水銀は最も強力な抗菌剤だが、残念ながら毒性があるので、使用には細心の注意を払わなければならない」と書いてついに断念した。

### 鉗子

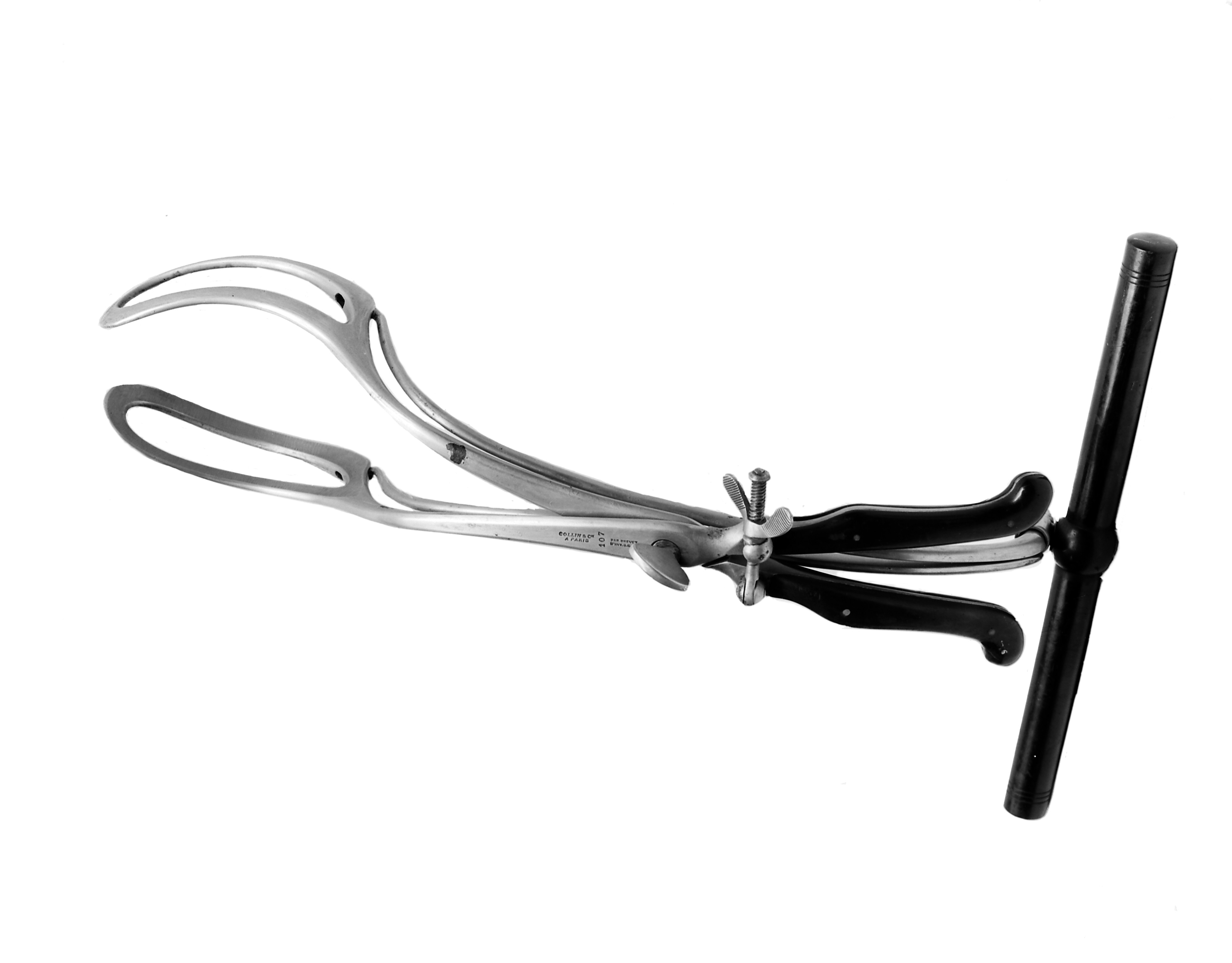
牽引手を備えたタルニエ鉗子。

タルニエの名前は、彼が発明した鉗子に付けられ、21世紀に入った今でもフランス語圏の国々で使われている。1877年にはLevret鉗子（1703 - 1780）を改良。彼は、この古典的な鉗子は完璧とは言えず、母体の骨盤の軸方向にうまく牽引できないことを示した 。
鉄工所や大砲を扱っていた大佐と協力して、古典的な鉗子に「トラクター」と呼ばれる3つの部分からなる牽引装置を加えた。それは、水平な棒と中間の垂直な棒が連結されており、その棒が両手の牽引を行うスプレッダーバーの中心と連結されている。これらの可動式関節パーツにより、牽引力とは関係なく、鉗子の湾曲したアームを遊ばせることができる。そうすれば、胎児の頭部の向きの自由を尊重しながら、より少ない力で骨盤の軸方向に牽引することができる。
また、胎内で死亡した子供の排出のためのバシオトリーブなど、他の産科器具も発明した。これはセファロトライブ（胎児頭部の破砕鉗子）とパーフォレータを組み合わせた器具で、1883年に医学アカデミーに発表された。

### 保育器

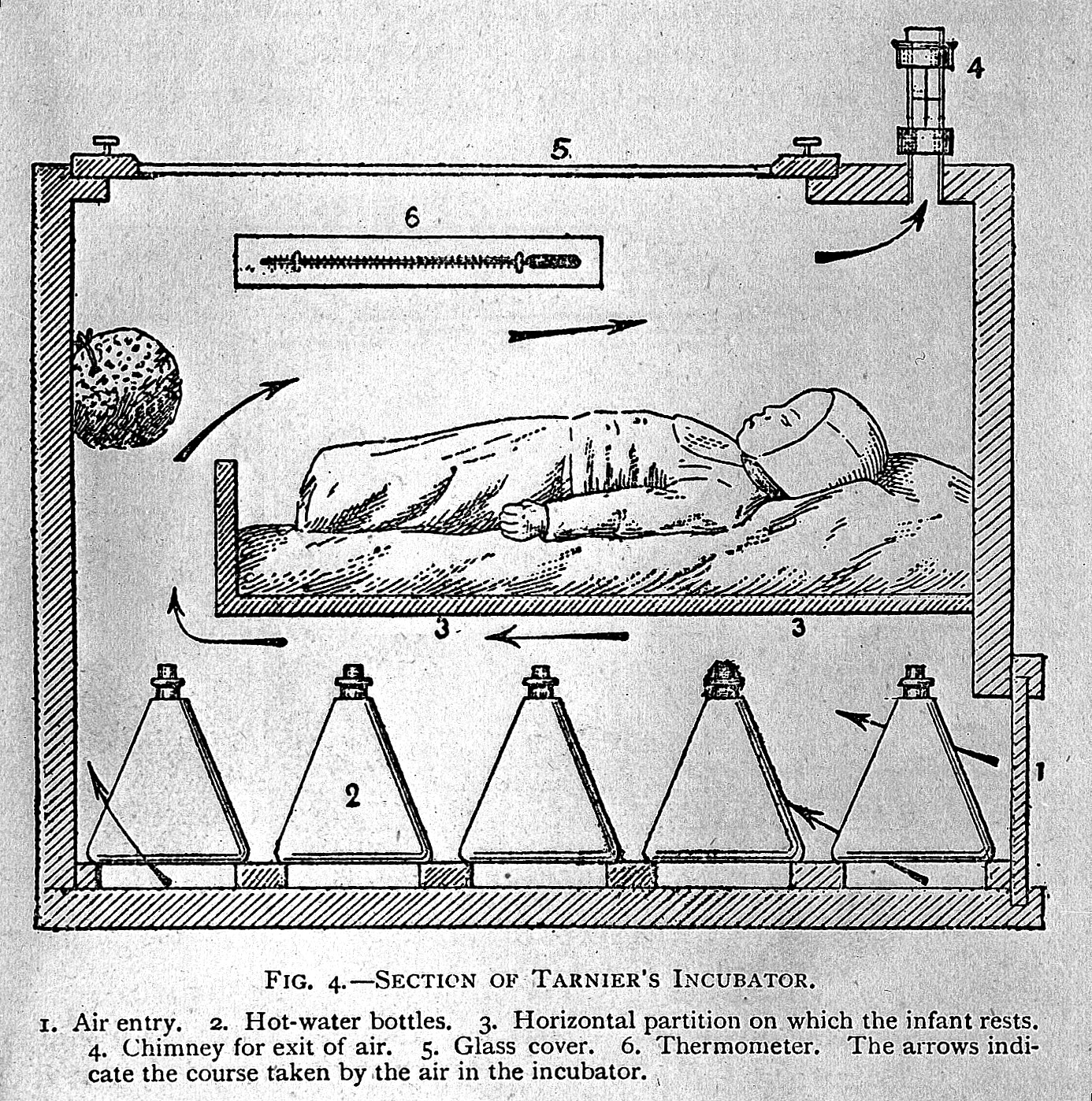
保育器の図ピエール・ブディンによる英語版のイラスト
The Nursling （1907）
1）吸気口
2）温水ボトル
3）ベビーベッド
4）排気口
5）ガラス窓
6）温度計
矢印は空気の経路を示している。

1862年頃には、早産を行うための子宮内拡張器（膨らませることのできる風船）を発明している。これは、骨盤難産で子供が大きくなりすぎて自然分娩ができなくなる前に子供を出産させるための道具である 。
また、未熟児のために保育器も構想していた。彼は1870年にパリのジャルダン・ダクリマタシオンで珍鳥のための孵卵器を見ていて思いついたと言われている。この考えは、1880年以降、彼の名を冠したクリニックに生かされた。タルニエの保育器は、木製の箱にアルコールランプで温めた水タンクを設置し、37℃のほぼ一定の温度の雰囲気の中で子供を保育するものである。
また、新生児の栄養にも気を配り、1879年にはヤギの乳やロバの乳を使っていたが、その後は牛乳を使うようになった。彼の業績は、現代周産期医療の先駆者である弟子のピエール・ブダンによって引き継がれ、改良された。

### その他
子癇前症の妊婦に対しては、ミルクだけの食事による子癇の予防治療を推奨していた（これはその後確認されていない） 。
1895年12月28日、ウィルヘルム・レントゲン（1843 - 1925）がX線を発見した。この発見は、シネマトグラフと同じように、見世物としてすぐに世間を騒がせた。1896年、タルニエは自分の学部で初めてX線に関する学会を開催したが、その時は医学部の学部長から「オカルトの発表を許可した覚えはない」と非難された。 

## エポニム
産婦人科領域では道具や理論など多くの物に彼の名前が使われている 。
- タルニエバルーン：子宮に挿入され、膨張して子宮頸部を拡張し、陣痛を開始するゴム製バルーン。
- タルニエbasiotribe：子宮内で死んだ胎児の頭蓋底を押しつぶすための道具。
- タルニエ拡張器：子宮頸部を拡張するための2つまたは3つの枝を備えた器具。
- タルニエ胚虫：ギロチン胚芽、3つの枝を備えた器具で、その中央値は切断されており、2つの側面は包括的です。
- タルニエ鉗子：トラクターに取り付けられた中央関節を備えた、交差した枝を備えた鉗子。
- タルニエノコギリ鉗子：チェーンで駆動する2本ののこぎりを備えた鉗子。
- タルニエの法則：鶏卵よりも大きな体積の卵巣嚢腫の嚢胞がある場合、自然な手段による出産は不可能であるという法則。
- タルニエ操縦：顔の表現を上部の表現に変換しようとしてシートに圧力をかけることからなる外部操作。
- ヴァン・ヒューヴェル・ターニエ操作：骨盤位によって現れる水頭症胎児の最後の頭の抽出方法。
- タルニエサイン：妊娠中の子宮の上部と下部の間の角度の消去。これは、中絶が差し迫っていることを示す。 2）妊娠中の女性の水様の膣分泌物が子宮底の圧力まで上昇すると羊水が失われる。
- タルニエ溶液：水100gあたり0.15gのヨウ素と0.30gのヨウ化カリウムを含む薄い複方ヨード・グリセリン溶液からなる局所消毒剤。
- タルニエテクニック：後部品種から前部品種への頭位の手動回転。
- タルニエ理論：出産時の胎児の頭の骨盤内回転の説明。これによれば、後頭部よりも幅の広い胎児の額が骨盤壁と接触して後方に押される。

## 主な出版物
- 博士論文：産褥状態と出産時の女性の病気に関する研究(Recherches sur l'état puerpéral et sur les maladies des femmes en couches)、パリ、1857年、76ページ。
- マテルニテ・ド・パリ、パリ、 JBバイリエール、1858年、204ページで観察された産褥熱について。
- 集約論文 ：胎児の摘出が必要な場合とこの摘出に関連する操作手順、パリ、マルティネット[20] 、1860、228ページ。
- Gustave Chantreuil [21] 、Paris、Lauwereyns、1882、250 p。で、特に食品の観点から考慮された幼児期の生理学と衛生。
- 産科における無菌および消毒剤。出産クリニックで教えられたレッスン、Julien Potocki （1860-1933）、パリ、 Georges Steinheil 、1894、839ページによって収集および作成されました。
- 出産の芸術に関する論文、Gustave Chantreuil、パリ、1882年 ;それからピエール・ブディンと。

## 叙勲と記念碑
- 解剖学会の会員（1854年）。

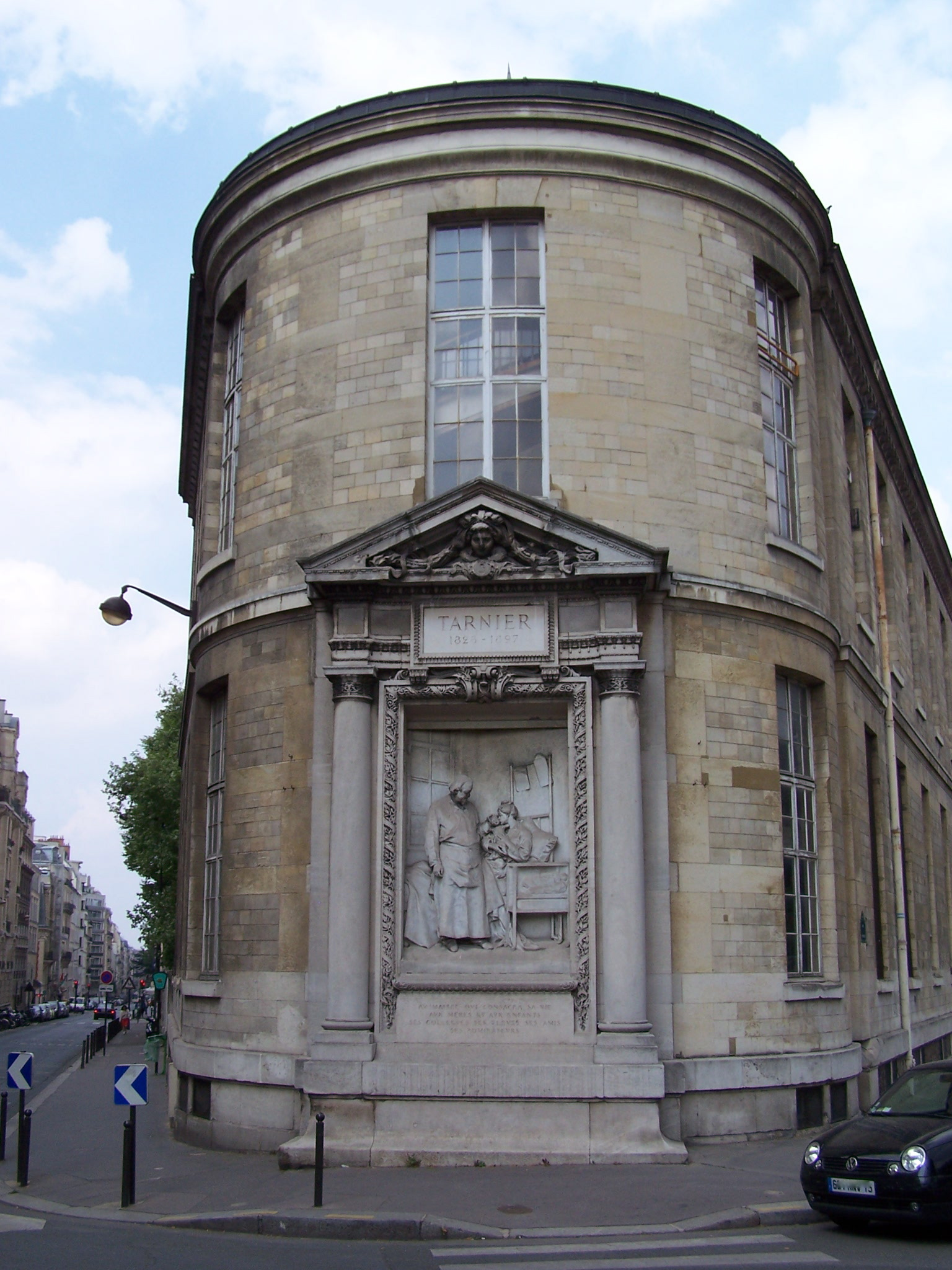
1905年に彫刻家デニス・ピュエシュによって作られたタルニエ教授の記念碑2011年にパリ6区で撮影

- 外科学会の会員（1865年）、1871年の幹事、1879年の会長。
- 法医学会の創設メンバー（1868年）。
- 医学アカデミーの会員、出産セクション（1872）、1891年の学長[3] 。

1886年：コマンドゥール・レジオンドヌール勲章を受章
1882年：オフィシエ・レジオンドヌール勲章を受章
1872年：シュヴァリエ・レジオンドヌール勲章を受章

## 賛辞
彼の旧居（La Clochette）があるArc-sur-Tilleのメインストリートにはタルニエの名前が付けられている。Arc-sur-Tilleの南側には名を冠した噴水がある。
パリでは、天文台通りとアサス通りの角にある旧クリニーク・タルニエの建物に、彼の記念碑が建てられている。